# 1975 Голяма награда на Франция
1975 Голяма награда на Франция е 25-о за Голямата награда на Франция и девети кръг от сезон 1975 във Формула 1, провежда се на 6 юли 1975 година на пистата Пол Рикар, Франция.

## Репортаж
Тирел, чийто спонсор Елф са в тяхното домашно състезание, решиха да пуснат трети пилот да кара резервния болид. В този случай Жан-Пиер Жабуй е назначен да кара третата кола, специално за това състезание. Уилямс потвърдиха че се разделят с Артуро Мерцарио, докато парите на Иън Шектър от спонсорите му попречиха да продължи с отбора. Вместо това Франсоа Миго е нает да кара редом до сънародника си Жак Лафит. В Инсайн, Гейс ван Ленеп е отново ангажиран да кара за тях, като той има новия N175 да опита. Парнели и Марио Андрети са отново в колоната, но Маки и Хироши Фушида пропускат това състезание, след проблемите в Зандворт.

### Квалификация
Битката между Ферари и задвижваните с двигател Косуърт отбори продължи, като Ники Лауда отново е най-бърз, този път с почти половин секунда пред най-близкия от пилотите с Косуърт, Джоди Шектър. Джеймс Хънт е трети пред Жан-Пиер Жарие, Карлос Паче, Том Прайс, Йохен Мас, Виторио Брамбила, Клей Регацони и Емерсон Фитипалди. Карлос Ройтеман остана извън топ 10 на 11-а позиция, докато Миго остана неучастник, след като резервния болид е даден на Лафит, който е по-напред от съотборника си в квалификацията.

### Състезание
Около 14:30 местно време, температурите надскочиха над 30 градуса. Лауда и Шектър потеглиха добре, като южно-африканеца остана зад австриеца но това е само за кратко, преди Ферари-то да се откъсне след първия завой, като след първата обиколка австриеца увеличи разликата си на две секунди. Проблеми със съединителя разруши деня на Прайс, който е принуден да се прибере в бокса след края на втората обиколка, а Шектър не отговори на темпото на Лауда. Хънт, Мас, Паче, Регацони и Брамбила останаха зад Тирел-а.
В третата обиколка Лауда вече има над четири секунди преднина пред останалите. Регацони успя да спечели няколко позиции в групата на Шектър, но след шестата обиколка швейцареца отпадна с повреда в двигателя. В осмата обиколка Хънт най-после успя да се справи с Шектър за второ място, но Паче се свлече надолу в класирането, след като спря в бокса за да може механиците да оправят проблема със стартера, а Брамбила отпадна от надпреварата по същото време, след като нещо в шасито се счупи.
След като нещата се поуспокоиха, Лауда поведе в състезанието с комфортна преднина пред втория Хънт, който е с комфортна преднина пред Шектър, Мас, Фитипалди и Жарие, които натискат зад Тирел-а. Тони Брайз се движи седми с Андрети, Ройтеман, Рони Петерсон и Патрик Депайе близо до Хил-а, като тази група настигна тази на Шектър, който е изпреварен и от двата Макларън-а. Междувременно Уилсън Фитипалди отпадна с повреден двигател, а Джаки Икс напусна с проблем в спирачките след още едно разочароващо представяне.
Жарие мина пети в 20-а обиколка, докато Депайе се справи с Ройтеман и Петерсон, докато Андрети успя да изпревари Брайз, а шансовете на Паче се изпариха, след като част от трансмисията се откъсна. Лауда запази шест секундната разлика между себе си и Хънт, а Мас започна на намалява разликата между него и Хескет-а, оставяйки сам съотборника си Емерсон, докато Андрети и Брайз бяха следващите които изпревариха Шектър.
Преследването на Мас срещу Хънт е достатъчно за Хескет-а да настигне Лауда, който реши да остави преследвачите да го застигнат, видимо уверен че ще откъсне от тях ако двамата бъдат прекалено близо до Ферари-то. Няколко промени настъпиха в класирането като Жарие се свлече до осма позиция, заради проблеми по болида.
Така Лауда за четвърти път в сезона печели състезание, като това увеличи преднината на австриеца пред конкурентите си в класирането при пилотите. Второто място на Хънт отново е добър резултат, докато Мас за първи път победи съотборника си Фитипалди, който остана на четвърта позиция пред Андрети и Депайе. Брайз, Жарие, видимо разочарования Шектър, Петерсон, Лафит (който изпревари Лотус-а в последната фаза на състезанието, преди Рони да си върне позицията си) и Жабуй завършиха пълната дистанция, с Джон Уотсън, Ройтеман, ван Ленеп, Боб Еванс и Лела Ломбарди запълвайки останалите позиции.

## Класиране
| Поз | No | Пилот             | Конструктор    | Оби. | Време/Отпадане | Място | Точки |
| --- | -- | ----------------- | -------------- | ---- | -------------- | ----- | ----- |
| 1   | 12 | Ники Лауда        | Ферари         | 54   | 1:40:18.84     | 1     | 9     |
| 2   | 24 | Джеймс Хънт       | Хескет-Форд    | 54   | + 1.59         | 3     | 6     |
| 3   | 2  | Йохен Мас         | Макларън-Форд  | 54   | + 2.31         | 7     | 4     |
| 4   | 1  | Емерсон Фитипалди | Макларън-Форд  | 54   | + 39.77        | 10    | 3     |
| 5   | 27 | Марио Андрети     | Парнели-Форд   | 54   | + 1:02.08      | 15    | 2     |
| 6   | 4  | Патрик Депайе     | Тирел-Форд     | 54   | + 1:07.40      | 13    | 1     |
| 7   | 23 | Тони Брайз        | Хил-Форд       | 54   | + 1:09.61      | 12    |       |
| 8   | 17 | Жан-Пиер Жарие    | Шедоу-Форд     | 54   | + 1:19.78      | 4     |       |
| 9   | 3  | Джоди Шектър      | Тирел-Форд     | 54   | + 1:31.68      | 2     |       |
| 10  | 5  | Рони Петерсон     | Лотус-Форд     | 54   | + 1:36.02      | 17    |       |
| 11  | 21 | Жак Лафит         | Уилямс-Форд    | 54   | + 1:36.77      | 16    |       |
| 12  | 15 | Жан-Пиер Жабуй    | Тирел-Форд     | 54   | + 1:37.13      | 21    |       |
| 13  | 18 | Джон Уотсън       | Съртис-Форд    | 53   | + 1 Об.        | 14    |       |
| 14  | 7  | Карлос Ройтеман   | Брабам-Форд    | 53   | + 1 Об.        | 11    |       |
| 15  | 31 | Гейс ван Ленеп    | Инсайн-Форд    | 53   | + 1 Об.        | 22    |       |
| 16  | 22 | Алън Джоунс       | Хил-Форд       | 53   | + 1 Об.        | 20    |       |
| 17  | 14 | Боб Еванс         | БРМ            | 52   | + 2 Об.        | 25    |       |
| 18  | 10 | Лела Ломбарди     | Марч-Форд      | 50   | + 4 Об.        | 26    |       |
| Отп | 8  | Карлос Паче       | Брабам-Форд    | 26   | Трансмисия     | 5     |       |
| Отп | 6  | Джеки Икс         | Лотус-Форд     | 17   | Спирачки       | 19    |       |
| Отп | 30 | Уилсън Фитипалди  | Фитипалди-Форд | 14   | Двигател       | 23    |       |
| Отп | 9  | Виторио Брамбила  | Марч-Форд      | 6    | Шаси           | 8     |       |
| Отп | 11 | Клей Регацони     | Ферари         | 6    | Двигател       | 9     |       |
| Отп | 28 | Марк Донъхю       | Пенске-Форд    | 6    | Трансмисия     | 18    |       |
| Отп | 16 | Том Прайс         | Шедоу-Форд     | 2    | Трансмисия     | 6     |       |
| НСт | 20 | Франсоа Миго      | Уилямс-Форд    | 0    | Не стартира    | 24    |       |

## Класиране след състезанието
| Поз | Пилот             | Точки |
| --- | ----------------- | ----- |
| 1   | Ники Лауда        | 47    |
| 2   | Карлос Ройтеман   | 25    |
| 3   | Емерсон Фитипалди | 24    |
| 4   | Джеймс Хънт       | 22    |
| 5   | Карлос Паче       | 18    |
| 6   | Клей Регацони     | 16    |
| 7   | Джоди Шектър      | 15    |
| 8   | Йохен Мас         | 14.5  |

| Поз | Конструктор   | Точки   |
| --- | ------------- | ------- |
| 1   | Ферари        | 50      |
| 2   | Брабам-Форд   | 36 (38) |
| 3   | Макларън-Форд | 30.5    |
| 4   | Хескет-Форд   | 22      |
| 5   | Тирел-Форд    | 20      |
| 6   | Лотус-Форд    | 6       |
| 7   | Парнели-Форд  | 5       |
| 8   | Шадоу-Форд    | 3.5     |